# Sericornis maculatus
Sericornis maculatus — вид горобцеподібних птахів родини шиподзьобових (Acanthizidae). Ендемік Австралії, мешкає здебільшого на південному узбережжі. Довгий час вважався підвидом білочеревого кущовика; відомо, що цей вид гібридизується з білочеревим кущовиком. Однак генетичне дослідження 2018 року показало, що Sericornis maculatus є окремим видом. Він був визнаний окремим видом в 2019 році.

## Підвиди
Виділяють чотири підвиди:
- S. m. ashbyi Mathews, 1912 (острів Кенгуру);
- S. m. mellori Mathews, 1912 (південно-західне і південне узбережжя Австралії);
- S. m. maculatus Gould, 1847 (крайній південний захід Австралії);
- S. m. balstoni Ogilvie-Grant, 1909 (західне узбережжя Австралії).